# فرانك داف
فرانك داف (بالإنجليزية: Frank Duff) (و. 1889 – 1980 م) هو كاتب أيرلندي، ولد في دبلن، توفي في دبلن، عن عمر يناهز 91 عاماً.

## التعليم
تعلم في Blackrock College ‏.